# Prix des nouvelles voix de la littérature
Le Prix des nouvelles voix de la littérature est un prix littéraire québécois,biennal. Ce prix a été mis sur pied en 2008 par le Salon du livre de Trois-Rivières afin de récompenser et d’encourager les auteurs et autrices de la région de la Mauricie et du Centre-du-Québec ou encore qui y habite depuis au moins 5 ans.  L’auteur, l'autrice doit également avoir publié un maximum de quatre (4) livres chez un éditeur reconnu et compter un maximum de six (6) années de métier, à partir de la première publication admissible. La bourse est remise grâce à la collaboration de : Radio-Canada.

## Lauréats
2008 - Sandra Rompré-Deschênes, La maison-mémoire : roman
2010 - Jean-Marc La Frenière, Un feu me hante
2012 - Isabelle Dumais, Un juste ennui
2014 - Mathieu Croisetière, Banlieues ; suivi de, 24/7
2016 - David Goudreault, La bête à sa mère
2018 - Christine Beaulieu, J'aime Hydro
2020 - Élise Rivard, L'arrivée inopinée de la patate poilue : humour noir et science-fiction
2022 - Jolène Ruest, Les danseurs étoiles parasitent ton ciel